# نبیل فارس
نبيل فارس (بالإنجليزية: Nabile Farès)‏ (25 سبتمبر 1940 - 30 أغسطس 2016) روائي فرنسي من أصل جزائري. ولد في بلدة القل التابعة لولاية سكيكدة بالجزائر.

## سيرة
ترك فارس دراسته واستعد (في المعسكرات في تونس) للقتال ضد الفرنسيين قرب نهاية حرب الاستقلال (1960). في وقت لاحق حصل على الدكتوراه من فرنسا، مع أطروحة حول دور الغول في الأدب الشفوي لشمال إفريقيا.
أول عمل له هو رواية يحيى، (1970)، والتي تطورت من مخطوطة فارس حملها في حقيبة ظهر أثناء هروبها في فترات عديدة أثناء وبعد حرب الاستقلال. كانت الأعمال اللاحقة عبارة عن روايات وشعر. من بينها ثلاثية روايات اكتشاف العالم الجديد (بالفرنسية: La Découverte du nouveau monde)‏ وأكبر رواياته راكب من الغرب (بالفرنسية: Un Passager de l'occident)‏، والتي نشأت جزئيًا من صداقة فارس مع الكاتب الأمريكي جيمس بالدوين.
تتميز جميع أعمال فارس بالمشاركة السياسية، ولا سيما الدافع لتوسيع تعريف الجزائر والجزائرية - ومقاومة السياسات الحزبية وسياسات الهوية. إنه يستحضر الجزائر التي هي دائمًا عمل مستمر، ويترك القارئ ليعكس أن الهوية الشخصية (إلى جانب الوطنية) هي نفسها إلى حد كبير. المنفى موضوع ثابت. شعره، على وجه الخصوص، يتسم بالتحدي ويتميز بإبداع مذهل بصريًا. توفي في باريس في 30 أغسطس 2016 عن عمر يناهز 75 عامًا.

## أعمال فارس
- يحيى لا حظ. باريس: العتبة، 1970
- حقل أكلي. باريس: P.J. أوزوالد، 1971
- راكب من الغرب. باريس: Le Seuil ،1971
- حقل شجر الزيتون. باريس: Le Seuil، 1972
- ذاكرة الغائب. باريس: Le Seuil، 1974
- النفي والفوضى. باريس: ماسبيرو، 1976
- اغاني التاريخ والحياة للورود الرملية. باريس: L'Harmattan، 1978
- وفاة صلاح باي. باريس: L'Harmattan 1979
- الدولة المفقودة. باريس: Actes / Sud، 1982
- المنفى في المؤنث. باريس: L'Harmattan 1987
- سماع قصتك. نيو أورلينز: مطبعة يو نيو أورلينز، 2008 (ترجمة أغاني التاريخ والحياة من أجل وردة الرمال)
- راكب من الغرب [6] (رواية). ترجمة بيتر طومسون. كتب ديالوغوس، 2014
- المنفى والعجز[7] (رواية)، ترجمة بيتر طومسون، Diálogos Books 2012
- المنفى: دور المرأة [8] (قصائد)، ترجمة بيتر طومسون، Diálogos Books 2017
- اكتشاف العالم الجديد [9] (ثلاثية الروايات؛ تشمل بستان الزيتون، الذاكرة والمفقودون، المنفى والعجز)، ترجمة بيتر طومسون، كتب ديالوغوس، 2020

## ترجمة
تمت ترجمة ثلاثة من كتبه في الولايات المتحدة، عن طريق موقع Dialogosbooks.com، وفي نيو أورليانز، للكاتب بيتر طومسون، تحت عناوين "أسمع قصتك"، (أغاني التاريخ والحياة لورود الرمال). المنفى والمساعدة.

## روابط خارجية
صفحة المؤلف نبيل فارس [الإنجليزية]